# オリンピック山脈

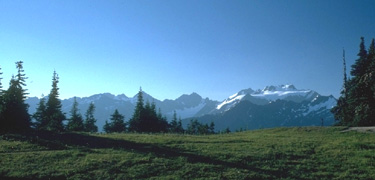
オリンピック山脈

オリンピック山脈（Olympic Mountains）は、アメリカ合衆国ワシントン州西部、オリンピック半島中央部に位置する山地である。この山脈は、最高峰であるオリンポス山の標高が 2,428mとそれほど高くはないが、西斜面は太平洋に直接面しているためアメリカ本土（アラスカ州、ハワイ州は除く）で最も湿度の高い場所であり、世界有数の温帯雨林を多く抱えている。ホー温帯雨林（Hoh Rain Forest）にあるホー・レンジャー・ステーションは毎年平均 3,600mmの降水量を記録している。山脈の大部分はオリンピック国立公園の範囲内にあり保護されている。

## 歴史

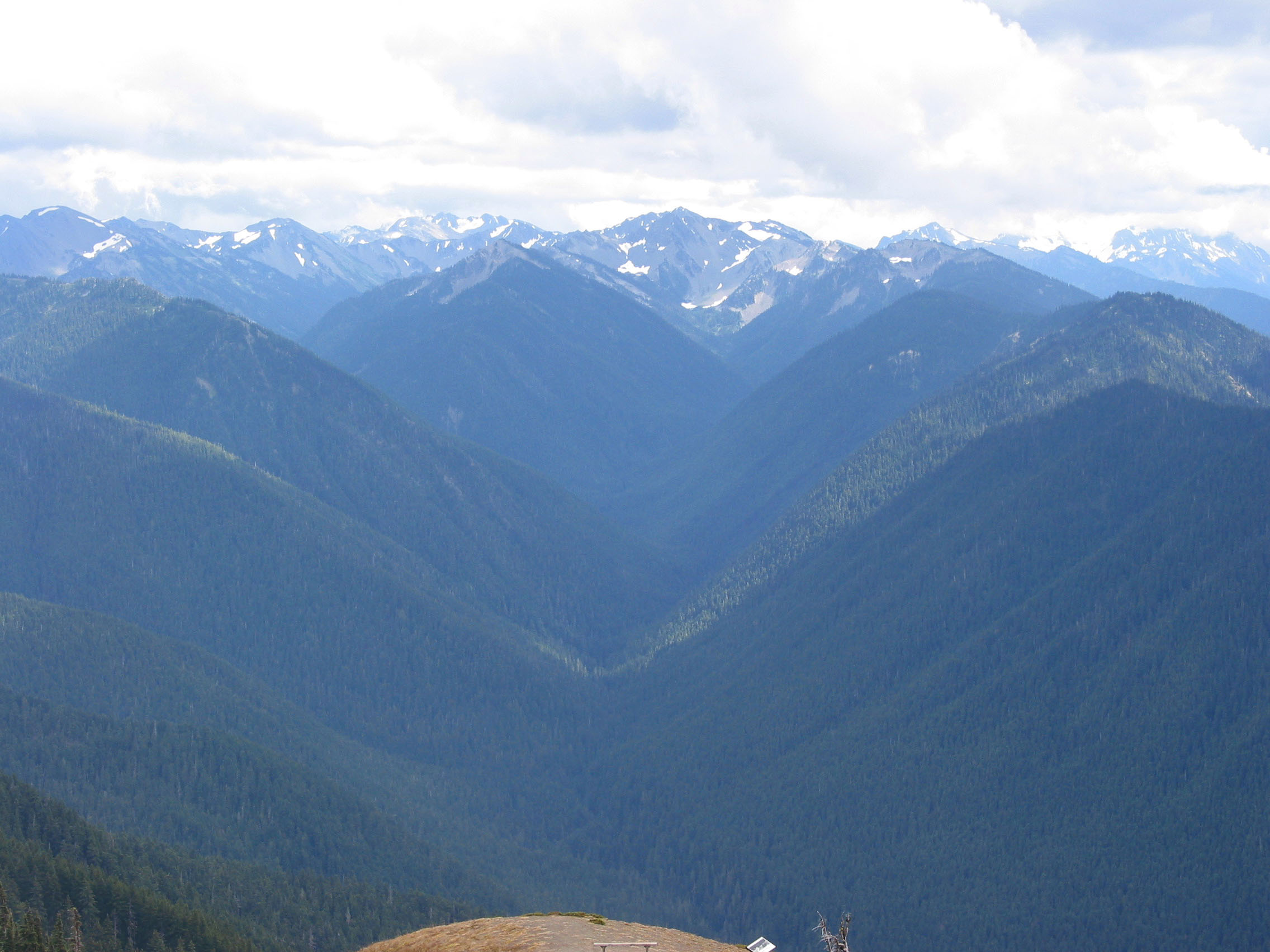
山麓のハリケーン・リッジ

この山々はかつて、先住のドゥワミッシュ族（Duwamish）に「スン＝ア＝ド」（Sun-a-do）と呼ばれていた。山脈を初めて見たヨーロッパ人は1774年に沖合いを通ったスペインの航海者フアン・ペレス（Juan Perez）で、彼はこの山脈を「シエラ・ネバダ・デ・サンタ・ロザリア」（Sierra Nevada de Santa Rosalia）と名づけた。1788年、イギリスの海軍軍人ジョン・ミアズ（John Meares）は中国からの帰還の際に北米太平洋沿岸を探検したが、この山脈の沖を通ったとき雪を冠した山並みの神々しさに心を打たれ、ギリシャのオリンポス山にちなんで「オリンポス山」と名づけた。その他のヨーロッパ人による命名はどれもこの名ほど支持を受けず、ワシントン州開拓初期の1864年、シアトル・ウィークリー・ガゼット紙は政府にこの名を正式採用するよう呼びかけた。
この山脈はワシントン州西部のどこからでもはっきりと見えるものの、1890年代まで山脈の内部の探検はほとんど全く行われなかった。オリンポス山への初登頂は1907年で、そのわずか数年前にシアトルで結成された野外活動組織マウンテナーズ（The Mountaineers）が成功させた。

## 構成

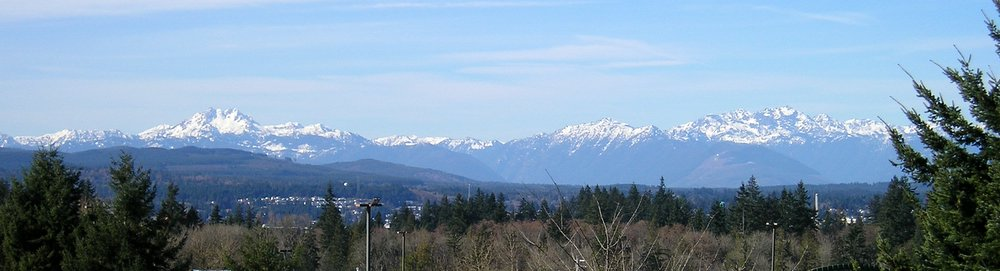
冬のオリンピック山脈を東より見る。左の大きな双子の峰がブラザーズ、右がコンスタンス山。

オリンピック山脈は険しい峰々で構成され、その山麓は非常に分厚い森林で覆われ、深い渓谷が丘を切り裂いて流れている。
温帯雨林の極相林はシトカトウヒ（Sitka spruce、トウヒの一種）とアメリカツガ（western hemlock、ツガの一種）で形成され、いずれも大きな木は高さ50mから70m以上に達する。またオレゴンパイン（ベイマツ、ダグラスファー、トガサワラ属の一種）は小さな森を形成する。その他様々なモミも見られる。森の中にできた空き地はすみやかにカエデ、ハンノキ、アメリカハリブキ（devil's club）で覆われ人の行く手を遮り、森の中を歩くことを非常に困難にしている。
高い降水量のため、鬱蒼とした温帯雨林のほかに、標高の高い地帯では雪原や氷河も非常に多くなっている。氷河は海抜1,500mまで伸び、山脈の上を真っ白に覆っている。
セオドア・ルーズベルト大統領は1909年にこの地を「オリンポス山ナショナル・モニュメント」（Mount Olympus National Monument）とすると宣言し、1938年にオリンピック国立公園となった。
主な峰は以下のとおり。
- オリンポス山（Mount Olympus）：最高峰、八つの氷河がある。
- コンスタンス山（Mount Constance）：シアトルから一番大きく見える山。
- アンダーソン山（Mount Anderson）：オリンピック山脈の分水界の中心。この峰から、西の太平洋、北のファンデフカ海峡、東のピュージェット湾へと川が流れ出る。
- ブラザーズ（The Brothers）：シアトルからも見える双子の山頂。